# Deer Creek (Contea di Taylor, Wisconsin)
Deer Creek è un comune degli Stati Uniti, situato in Wisconsin, nella Contea di Taylor.